# 桐生かえみ
桐生 かえみ（きりゅう かえみ、1977年1月4日 - ）は、日本の声優・ナレーター。相楽紅葉（さがら くれは）という名義でシナリオライターとしても活動している。千葉県出身。血液型はA型。声種はアルト。スターズ所属。

## 経歴
松濤アクターズギムナジウム声優部を卒業。2006年よりJASH ARコース、2007年には俳優道場に所属。同年、株式会社スターズ所属となる。
「相楽紅葉」名義でシナリオライターとしても活動する。
前職はシステムエンジニア。初級システムアドミニストレータの資格を持つ。「無人島に持っていくものを3つ」というアンケートでは、「モバイルパソコン」「衛星携帯電話」「太陽電池」と回答をしている。
猫好き。三毛猫とハチワレ猫と暮らす。執筆、読書、Web制作、テニスが趣味。好きな言葉は「七転び八起き」。

## 出演作品

### ゲーム
2010年
- 蒼空のフロンティア[4]

### 朗読
- アメーバブックス ポッドキャスティング 家出少女日記

### Webラジオ
- 品川伝力 銀治の世界基準は俺様

### CM
- エバラ 浅漬けの素

### Live
- CERASUS × パセラボ Vol.1 (2008年12月7日)

### ドラマCD
- Project Greif ダンツィヒの豹（2009年、おばあさん[5]）

## 参加作品

### ドラマCD
- Project Greif ダンツィヒの豹（2009年、脚本[5]）